# Might and Magic: Duel of Champions
Might and Magic: Duel of Champions est un jeu de cartes à collectionner Free to play reprenant l'univers Might and Magic, édité par Ubisoft et développé par Ubisoft Québec, disponible sur Xbox 360, PlayStation 3 et PC.
Il sort le 13 septembre 2012 sur PC en téléchargement, et est ensuite disponible sur les plateformes de téléchargement de la Xbox 360 et de la PlayStation 3.
La version Xbox 360 et PlayStation 3 est disponible depuis le 23 juillet 2014 et se nomme Might and Magic: Duel of Champions - Forgotten Wars.
Une version iPad était initialement disponible. Elle a été fermée en septembre 2015, le jeu ne supportant pas le 64 bits requis pour les applications sous Mac OS 9.
Le 13 octobre 2015, il est annoncé que le jeu ne recevra plus de mises à jour.
Le 23 août 2016, il est annoncé que le jeu sera fermé le 31 octobre 2016 .

## Système de Jeu
Might and Magic: Duel of Champions est un jeu de cartes s'inspirant de Magic: The Gathering.
L'emplacement des créatures est divisé en deux rangées, une pour les créatures de mêlée (épéistes, bêtes...), une pour les créatures à distance (archers, lanceurs de sorts...), les créatures volantes peuvent se placer n'importe où. Chaque rangée dispose de quatre emplacements, les rangées étant en vis-à-vis une créature ne peut attaquer qu'une créature lui “faisant face”. Si aucune créature ne lui fait face, elle peut attaquer le héros. Contrairement à Magic où une créature ne peut être attaquée que si elle est déclarée comme bloqueuse par son contrôleur, une créature peut choisir d'attaquer n'importe quelle cible valide et la blesser. Les créatures blessées ne se soignent pas au début de chaque tour donc une créature peut être “entamée” puis détruite plusieurs tours.
Les terrains n'existent pas non plus, les ressources augmentent automatiquement à chaque tour et les cartes jouables sont déterminées par la faction et la ou les écoles de magie du héros. Ce héros est une nouveauté en lui-même. Chaque héros dispose d'une force, magie, fortune et faction propres. Il dispose également de la capacité d'augmenter gratuitement un de ses trois traits, de piocher une carte en échange d'une ressource et éventuellement d'une capacité spéciale. Il ne peut utiliser qu'une seule de ces capacités à chaque tour. Ses prérequis, capacités et écoles de magies font que chaque héros apporte une manière différente de jouer sa faction.
Contrairement à Magic, il n'existe pas de limite au nombre de cartes qu'on peut tenir en main et le mulligan ne peut se faire qu'une seule fois, sans pénalité de nombre de cartes piochées.
Le joueur qui joue en deuxième commence avec deux ressources au lieu d'une. À la suite de la sortie de Hearthstone, ce système a été changé : le joueur jouant deuxième obtient une fortune spéciale jouable gratuitement, qui peut soit lui permettre de piocher une carte, d'infliger un point de dégât à une créature ou d'augmenter ses ressources de 1, là où la pièce de hearthstone est un sort ne permettant que d'augmenter ses ressources de 1.
Une pile d'événements augmente l'aléatoire de chaque partie.

### Modes de jeu
Le titre permet au joueur de s'amuser en ligne ou en solo dans différents modes de jeu :
- Le mode Duel où le joueur a la possibilité de se défier aux joueurs du monde entier à travers des duels classiques. On peut, grâce à ce mode, monter dans les classements mondiaux en enchaînant les victoires.
- Le mode Campagne qui met en avant l'univers de la franchise Might and Magic à travers une longue campagne solo. Ce mode nous permet d'affronter divers PNJ contrôlés par l'ordinateur.
- Le mode Entraînement qui permet de tester les nouvelles cartes obtenues et expérimenter de nouvelles stratégies.
- Le mode Tournoi qui propose au joueur de participer à divers tournois dans le but de voir son niveau et de tenter de gagner une quantité supplémentaire d'argent dans le but d'acheter de nouvelles cartes.

## Les Factions
Plusieurs factions sont présentes dans ce jeu. Les cartes d'une faction ne peuvent pas être utilisées pour une autre faction seul les cartes neutres sont utilisables pour toutes les factions. Elles sont au nombre de 4 dans le jeu de base:
- Le Havre permet d'obtenir un deck basé sur la défense car c'est une faction de soin et de protection. Ses troupes sont composés d’humains, de griffons, d’esprits de lumières et d’anges.
- La Nécropole correspond plus à un jeu basé sur les drains de vie et de résurrection. On y trouve des Non-Morts, des Liches, des Vampires et des serviteurs de la Déesse Araignée.
- L'Inferno est une faction offensive car les cartes sont centrées sur la destruction et les dégâts élevés. Il y a principalement des humains et des démons dans ce deck.
- Le Bastion est composée d’orcs, de guerriers, de shamans, de centaures et de harpies. Elle est idéale pour les joueurs qui misent tout sur un style de jeux très agressif.

Il existe aussi 2 autres factions ajoutés grâce à des extensions :
- Le Sanctuaire c'est une faction aquatique ajouté lors de l'extension Void Rising qui permet de déplacer ses créatures ou de diminuer la puissance d’attaque.
- L'Académie ajoutée lors du DLC Les Guerres Oubliées. Les créatures de cette faction ont un coût élevé, ce qui implique des risques dans sa manière de jouer.

## Les Cartes

### Types de Cartes
Il y a de nombreux types de cartes présents dans Duel of Champions qui ont chacun leurs propres spécificités :
- Champion/Héros : Ce sont les cartes les plus importantes dans le jeu, c'est pour cela qu'il n'y en a qu'une. Le Héros oriente le deck du joueur en fonction de la faction dont il appartient. Ces cartes nous permettent d'augmenter la force, la magie, la fortune et elles permettent aussi de piocher une carte supplémentaire.
- Sorts : Les sorts utilisent la magie et elles sont liées à une faction.
- Créatures : Les diverses créatures permettent de défendre notre héros et d'attaquer les créatures et le champion adverse.
- Fortune : Ces cartes jouent sur les différentes ressources et influencent le jeu.
- Évènement : Il y a 8 cartes évènement dans un deck, ces cartes forment d'ailleurs un deck à part sur le plateau de jeu. Elles peuvent être activées par les 2 joueurs.
- Bâtiments : Ces cartes ont été ajoutées dans l'extension "Les 5 Tours".

### Capacités des Cartes
Les créatures présentes dans le jeu peuvent posséder des capacités diverses et variées. Ces capacités offrent des avantages ou des inconvénients à la créature concernée.
Voici une liste de l'ensemble des capacités présentes dans le jeu:
| Alignement avec l'Air Ne peut être joué que dans un deck avec un héros d'air Alignement avec la Lumière Ne peut être joué que dans un deck avec un héros de lumière Alignement avec la Terre Ne peut être joué que dans un deck avec un héros de terre Ancré Ne peut être déplacé ni par un effet allié ou ennemi Attaque Impossible Ne peut attaquer Attaque rapide Peut attaquer le tour où elle est déployée Balayage Attaque également les créatures sur les flancs de la cible Bannir Enlève la carte du jeu Berserk Attaque automatiquement la première cible disponible Bouclier magique Ne peut subir de dégâts magiques Canalisation de la Magie X Augmente la quantité de magie disponible de X Chance X Augmente la quantité de fortune disponible de X Charge Inflige des dégât à toutes les créatures de la colonne Châtiment Inflige ses dégâts de riposte même en mourant Commandement Cumulable Peut se placer sur une carte portant le même nom, cumulant attaque, riposte et points de vie Déflagration X Inflige X points de dégâts à toutes les créatures adjacentes en attaquant. Déflagration concentrée Inflige X points de dégâts à toutes les créatures adjacentes ennemies en attaquant. Déviation à Distance X Ignore X dégâts infligées par des créatures attaquant à distance et le leur inflige en retour Double Attaque Peut attaquer deux fois | Drain de Vie X Récupère X points de vie en infligeant des dégâts d'attaque Embuscade X Inflige X points de dégât à toute créature invoquée sur la même colonne En Phase Ne peut pas prendre de dégâts physiques et ne peut bloquer les attaques physiques Évasion Se déplace sur une autre colonne si possible lorsque ciblée par une attaque de mélée Explosion de Feu X Inflige X dégâts de feu à toutes les créatures adjacentes en mourant Explosion Infectieuse X Place X marqueurs de poison à toutes les créatures adjacentes en mourant Frappe préventive Inflige ses dégâts de riposte avant de se prendre les dégâts d'attaque Garde à Distance X Annule X dégâts de combat à distance à soi même et aux créatures alliées adjacentes Garde de Combat Annule X dégâts de combat à soi même et aux créatures alliées adjacentes Garde magique : Annule X dégâts magique à soi même et aux créatures alliées adjacentes Garde rapprochée Annule X dégâts de combat de mêlée à soi même et aux créatures alliées adjacentes Garde Volant : Annule X dégâts de combat de créatures volantes à soi même et aux créatures alliées adjacentes Honneur X Donne +X/+X à toutes les créatures alliées adjacentes Hypnotiser Les créatures ennemies sur la même colonne ne peuvent pas se déplacer Immunisé à la riposte Ignore les dégâts de riposte Imposant Les créatures ennemies doivent attaquer cette créature si possible Incorporel Subit la moitié des dégâts physiques, arrondis à l'inférieur Infection X Ajoute X marqueurs de poison en attaquant une cible Onde de Choc Permet d'attaquer une case vide, infligeant des dégâts aux créatures ennemies adjacentes | Paralysie X Ajoute X marqueurs -1/-1 sur la cible Peur X Ne peut être attaquée que par une créature ayant une force supérieure à X Positionnement stratégique Peut déplacer une créature ennemie sur la même colonne vers un autre emplacement valide Protection contre les Fortunes Immunisé contre les effets des fortunes Protection contre les sorts adverses Immunisé contre les effets des sorts adverses Protection ténébreuse Immunisé contre les effets de la magie de ténèbres Rage furibonde X Obtient X marqueurs +1/+1 lorsqu'une créature alliée meurt, perd ces marqueurs en attaquant Régénération X Récupère X points de vie au début de son tour Résistance à la Magie Ne subit que la moitié des dégâts magiques Résistance aux Sorts Ne subit que la moitié des dégâts des sorts Rétablissement Récupère tous ses points de vie au début du tour si n'a pas attaqué le tour précédent Revenus X Augmente les points d'action de X Soif de Sang X Obtient X marqueurs +1/+1 lorsqu'une créature ennemie meurt, perd ces marqueurs en attaquant Soin Aérien Les dégâts aériens guérissent au lieu d'endommager Soin de Feu Les dégâts de feu guérissent au lieu d'endommager Soin Terrestre Les dégâts de terre guérissent au lieu d'endommager Soins X Soigne toutes les créatures adjacentes de X au début de chaque tour Toucher Gelé Paralyse la cible jusqu'à son prochain tour Ubiquité Peut attaquer toutes les créatures ennemies Vivacité Peut attaquer et se déplacer durant le même tour |

### Rareté d'une carte
Les différentes cartes sont répertoriées par rareté. La rareté des cartes est indiquée grâce à la couleur de celle-ci:
- Blanche : il s'agit d'une carte commune.
- Verte : il s'agit d'une carte peu commune.
- Bleu : il s'agit d'une carte rare.
- Orange : il s'agit d'une carte épique.
- Violet : il s'agit d'une carte héroïque.

Les cartes dites "héroïques" concernent uniquement les différents héros du jeu.
Il existe aussi des cartes Premium qui sont plus jolies que les cartes non Premium.

### Obtention de cartes
Pour obtenir des cartes supplémentaires, il suffit de les acheter dans les boutiques en ligne grâce à de l'argent réel mais surtout grâce à de l'argent gagné en jeu. On trouve également un système de succès qui peut proposer divers bonus. On obtient différentes cartes à chaque pack acheté.

## Duel of Champions - Forgotten Wars
Ce titre est un portage du jeu original Might and Magic: Duel of Champions sur les Consoles de septième génération. Il inclut un mode solo de 30 missions retraçant les Guerres Oubliées et propose aux joueurs de s'affronter en ligne. Le gameplay a été adapté afin qu'il soit jouable à la manette.

## Contenus Téléchargeables

### Void Rising
Void Rising est le premier pack d'extension de Might and Magic: Duel of Champions sorti en décembre 2012. Il ajoute 108 cartes au jeu principal et il introduit une toute nouvelle faction qui se nomme Sanctuaire.

### Herald of the Void
Herald of the Void est le second contenu téléchargeable qui est sorti durant le mois de mai 2013. Ce DLC ajoute 103 cartes différentes pour augmenter le nombre total de cartes dans le jeu afin de compléter les factions et d'équilibrer la puissance des cartes.

### Les Guerres Oubliées
Le 3e extension nommée Les Guerres Oubliées apporte 155 cartes et elle introduit la nouvelle faction Académie. Des cartes ont été ajoutées pour les différentes factions présentes dans le jeu original et les 2 anciens contenus. Un autel des vœux a également été ajouté durant cette mise à jour, cet autel permet aux joueurs de déposer des offrandes, à savoir dépenser les points joker et de compléter les collections en cherchant des cartes précises. Cette nouvelle extension est sorti en septembre 2013 pour fêter son premier anniversaire du jeu. Le nom anglais du DLC (Forgotten Wars) est utilisé comme sous-titre pour les versions PS3 et Xbox 360.

### Les Cinq Tours
Les Cinq Tours est le 4e contenu téléchargeable, sorti le 5 décembre 2013. Il permet au joueur de pouvoir utiliser la même carte dans différents decks. Cette fonctionnalité était réclamée depuis longtemps par les fans du jeu.
L'extension introduit également 80 nouvelles cartes, dont les cartes Bâtiments et Tireurs de Mêlée. Les cartes Bâtiments servent à développer les capacités de ses créatures sur le terrain tandis que les cartes tireurs d'élite permettent d'attaquer à partir de n'importe quelle endroit sur le terrain de jeu.

### Cœur des Cauchemars
Le DLC cauchemardesque Cœur des Cauchemars est arrivé le 2 avril 2014 en même temps que le Base Set 2. Cette 5e extension apporte beaucoup d'améliorations. Tout d'abord, 6 nouveaux héros font leur apparition, un pour chacune des 6 factions.La mise à jour inclut également 100 nouvelles cartes et elle apporte aussi un tout nouveau mode de jeu qui est le mode Puzzle.
Dans ce mode, le joueur doit résoudre divers casse-têtes. On peut voir aussi l'apparition d'un système de quêtes journalières, une réorganisation de l'interface du jeu et la boutique du jeu a été énormément retouché.

### Fléau du Griffon
La 6e extension nommée Fléau du Griffon est disponible depuis le 9 juillet 2014. Le Fléau du Griffon ajoute 100 nouvelles cartes au jeu dont 6 héros. Une nouvelle fonctionnalité apparaît, celle de l’Accumulation. Désormais, les créatures dotées de cette capacité peuvent être superposées sur une même case sur le champ de bataille. Cela offre des nouvelles possibilités de gameplay car cela augmente leurs points d'attaque, de défense et de santé. On peut aussi voir l'apparition de créatures mineures dans cette mise à jour.

### Péchés de la Trahison
La 7e extension nommée Péchés de la Trahison est disponible depuis le 2 octobre 2014. Elle introduit 100 nouvelles cartes, dont 6 nouveaux héros. Le nouvel outil Replay Manager permet de lire les fichiers « replay » en jeu. Les quêtes journalières nécessitant d'accomplir un objectif avec une faction spécifique peuvent dorénavant être terminées avec deux factions au choix. La Fosse Infernale rapporte désormais des Jokers en plus des récompenses initiales. Les règles de début de partie sont modifiées pour équilibrer la partie entre le joueur qui commence et celui qui joue en second. L'indication textuelle de l'école de magie d'une créature est désormais remplacée par son logo.

### Le Temps du Renouveau
La 8e extension nommée Le Temps du Renouveau est disponible depuis le 15 avril 2015. Le nouveau set contient 170 cartes, dont 24 nouvelles cartes et 146 cartes rééquilibrées. Elle apporte également un rééquilibrage de plusieurs cartes du format Standard, de nouveaux exploits, quatre nouvelles capacités (Riposte parfaite, Armure X, Soin empoisonné, Perdurant), des animations et effets sur les cartes, et une amélioration de la stabilité pour les versions iPad et PC.

## Accueil
Might and Magic: Duel of Champions reçoit de très bonnes critiques de la part de la presse spécialisée grâce à des mécaniques de jeu efficaces, à l'univers de Might and Magic et à son côté compétitif qui lui a permis de s'imposer parmi les jeux de cartes de compétition reconnus dans le monde de l'E-sport.
Il connaît un grand succès et une bonne réputation auprès des joueurs. Ubisoft organise  durant la Paris Games Week la finale mondiale de son grand tournoi annuel : le « Road to Paris » où les 8 grands vainqueurs des tournois qualificatifs s'affrontent.
Le jeu a été fermé de manière définitive le 31 octobre 2016. Les développeurs n'ayant pas réussi à produire un jeu stable plus de quelques minutes malgré des années d'efforts a amené un très grand nombre de joueurs à le délaisser.